# Xyleus discoideus
Xyleus discoideus är en insektsart som först beskrevs av Jean Guillaume Audinet Serville 1831.  Xyleus discoideus ingår i släktet Xyleus och familjen Romaleidae.

## Underarter
Arten delas in i följande underarter:
- X. d. mexicanus
- X. d. rosulentus
- X. d. discoideus
- X. d. angulatus
- X. d. venezuelae